# Urelytrum
Urelytrum és un gènere de plantes de la família de les poàcies, ordre de les poals, subclasse de les commelínides, classe de les liliòpsides, divisió dels magnoliofitins.

## Taxonomia
- Urelytrum agropyroides Hack.
- Urelytrum annuum Stapf
- Urelytrum auriculatum C.E.Hubb.
- Urelytrum digitatum K.Schum.
- Urelytrum henrardii Chippind.
- Urelytrum setaceosubulatum P.A.Duvign.
- Urelytrum strigosum Gledhill